# Malé Ripňany
Malé Ripňany (allemand : Kleinrippen, hongrois : Kisrépény) est un village de Slovaquie situé dans la région de Nitra.

## Histoire
Première mention écrite du village en 1390.

## Démographie

### Évolution de la population
| Année:               | 1994. | 2004.   | 2014.   | 2024.   |
| -------------------- | ----- | ------- | ------- | ------- |
| Nombre de personnes: | 490   | 525     | 550     | 551     |
| Différence:          |       | +7,14 % | +4,76 % | +0,18 % |

| Année:               | 2023. | 2024.   |
| -------------------- | ----- | ------- |
| Nombre de personnes: | 553   | 551     |
| Différence:          |       | -0,36 % |